# Muharram

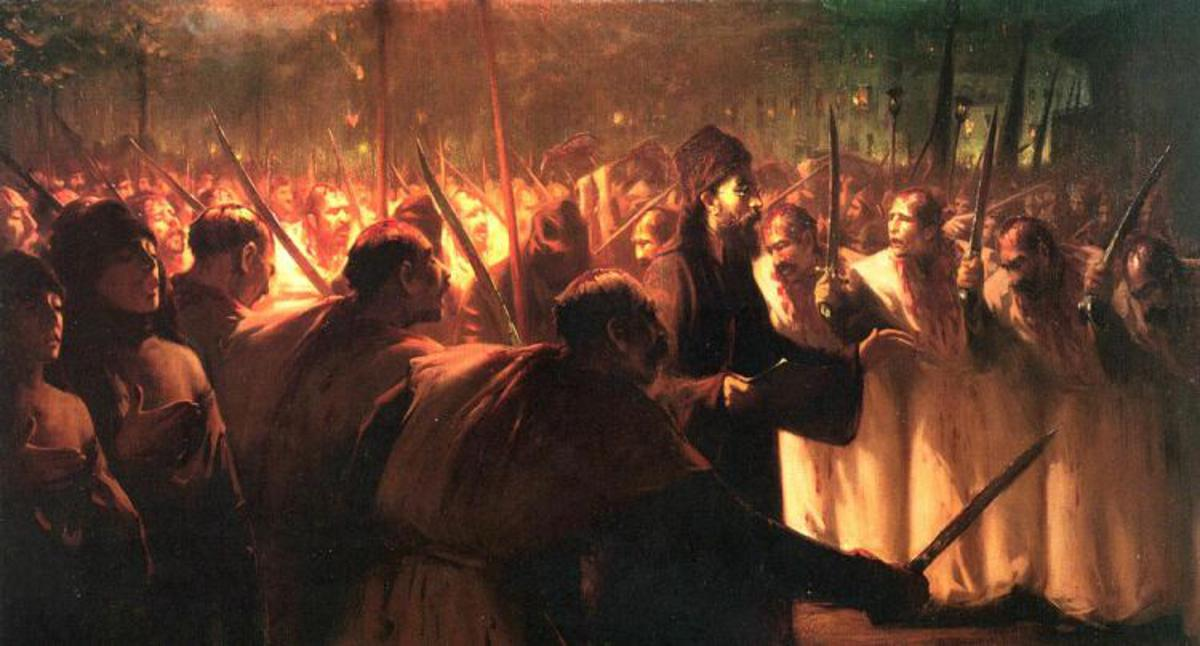
Schilderij over de Asjoeradag in 1909.

Muharram (Arabisch: محرم) is de eerste maand van het jaar van de islamitische kalender en is een van de vier heilige maanden van het jaar. De maand verschuift door de verschillende seizoenen, omdat het een maanmaand betreft. De wortel van het woord is afgeleid van haraam (verboden). In deze maand behoort namelijk niet gestreden te worden.
De maand muharram en met name de tiende dag heeft echter meer bekendheid gekregen door sjiitische moslims die in deze maand gedenken dat Hoessein, de kleinzoon van Mohammed, met 72 metgezellen door een 120.000-koppig leger van de Omajjadische kalief Yazid I in de Slag bij Karbala in 680 tijdens de heilige maand vermoord werd. De reden voor de moord op Hoessein was dat Yazid de macht over de oemma (islamitische gemeenschap) wilde houden. De meeste sjiieten herdenken deze gebeurtenis tijdens het Asjoerarouwfestival. Voor hen is deze maand door deze gebeurtenis een maand van verdriet en rouw en ze doen dan ook afstand van het aardse genot.
Omdat Hoessein en zijn metgezellen afgesloten werden van de watervoorraad, vasten de alevieten in navolging hiervan twaalf dagen. Ze worden ook geacht te rouwen en afstand te doen van het aardse genot. De twaalf dagen symboliseren de twaalf imams die volgens de overlevering na Mohammed zouden komen om de leiding over de oemma te nemen. Als je aan het rouwen bent mag je tijdens de muhharam geen muziek luisteren

## Muharram ten opzichte van de westerse kalender
De islamitische kalender is een maankalender en de eerste dag van een nieuwe maand is de dag dat de nieuwe maan zichtbaar wordt. Daar een maanjaar 11 tot 12 dagen korter is dan een zonnejaar, verplaatst muharram zich net als de andere maanden in de islamitische kalender door de seizoenen. Hieronder staan de geschatte data voor muharram, gebaseerd op de Saoedische Umm al-Qurakalender.
| AH   | Eerste dag (CE) | Laatste dag (CE) |
| ---- | --------------- | ---------------- |
| 1446 | 07 juli 2024    | 4 augustus 2024  |
| 1447 | 26 juni 2025    | 025 juli 2025    |
| 1448 | 16 juni 2026    | 014 juli 2026    |
| 1449 | 06 juni 2027    | 04 juli 2027     |
| 1450 | 25 mei 2028     | 023 juni 2028    |

Muharram ·
Safar ·
Rabi' al-awwal ·
Rabi' al-thani ·
Djoemada al-awwal ·
Djoemada al-thani ·
Rajab ·
Sha'aban ·
Ramadan ·
Shawwal ·
Dhoe al-Qi'dah ·
Dhoe al-Hidzjah